# Alexandra Braun Waldeck
Alexandra Braun Waldeck (sinh ngày 19 tháng 5 năm 1983 tại Caracas, Venezuela) là một hoa hậu và người mẫu Venezuela, người từng đoạt danh hiệu Hoa hậu Trái Đất 2005. Sinh ra tại Caracas, cô đã có bằng kĩ thuật về ngành tiếp thị và quảng cáo. Cha mẹ cô là người Đức chuyển đến Venezuela định cư sau Thế chiến thứ hai.
Tại cuộc thi Hoa hậu Venezuela 2005, cô đại diện cho bang Nueva Esparta nhưng chỉ đoạt ngôi Á hậu 1 (xếp thứ tư), tức không đủ điều kiện để tham dự bất cứ một cuộc thi sắc đẹp quốc tế lớn. Tuy nhiên, tổ chức Sambil Model Caracas đã quyết định chọn cô tham dự cuộc thi Hoa hậu Trái Đất 2005 tại Manila, Philippines và Alexandra đã xuất sắc giành chiến thắng, mang chiếc vương miện Hoa hậu Trái Đất đầu tiên về cho Venezuela. Cô đồng thời còn đoạt luôn giải thưởng phụ Trình diễn áo tắm đẹp nhất (Best in Swimsuit) và Miss Pond's.
Trong nhiệm kỳ Hoa hậu Trái Đất của mình, cô đã từng gặp gỡ tổng thống Philippines - bà Gloria Macapagal-Arroyo. Với vai trò là một Hoa hậu Trái Đất, cô đã quay trở về quê hương Venezuela và phát động các dự án trồng rừng với sự giúp đỡ của Tổ chức Sambil (nắm quyền gửi thí sinh Venezuela đi thi Hoa hậu Trái Đất) tại Caracas, Maracaibo và Carabobo. Cô cũng tham gia khởi động chương trình cây xanh SAMI, nhằm giáo dục trẻ em về tầm quan trọng của cây xanh đối với môi trường. Cô còn tham gia vào Chương trình Môi trường Liên Hợp Quốc (UNEP) vào tháng 4 năm 2006 tại Singapore.
Trong nhiệm kỳ hoa hậu của mình, cô đã đi nhiều quốc gia như Canada, Puerto Rico, Chile, Indonesia, Philippines và Singapore. Sau khi trao vương miện cho Hoa hậu Trái Đất 2006, cô trở thành một người mẫu nổi tiếng cho nhiều tạp chí thời trang khắp nơi trên thế giới.